# 本溪县
本溪县，中国旧县名，在今辽宁省本溪市境。
清朝光绪三十二年（1906年）10月，清朝政府以辽阳州东部、兴京抚民厅西南部、凤凰厅北部，析置本溪县。初由东边道尹公署管辖，后直属奉天府，光绪三十三年（1907年）直属奉天省。
民国元年（1912年），属奉天省东边道。1928年后，属辽宁省。东北沦陷后，辽宁省复改奉天省，仍隶之。1936年，凤城县的村落划入本溪县。1939年，满洲国政府，以本溪县地析置本溪湖市。1945年9月，冀热辽军区十六军分区部队（中共军队）进驻本溪。同年11月，以本溪县与凤城县地析置赛马县。随着第二次国共内战的展开，其辖区调整频繁。1946年，国民政府占领此地，本溪湖市废入本溪县，置本溪市政府、本溪县政府。本溪县隶属于辽宁省。1948年10月27日，东北人民解放军部队进入本溪境。10月30日，开始总攻，最终在31日，占领本溪全境，国民政府对此地短暂的管辖结束。其后，本溪县属安东省。1949年，安东省、辽宁省合并后，属辽东省。
1952年，本溪县废入本溪市。1956年，复设本溪县。1959年，正式隶属本溪市。1989年9月，中国国务院批准，撤消本溪县，设立本溪满族自治县。